# Activisme de l'information
Ne doit pas être confondu avec Datactivisme.
L'activisme de l'information est mouvement militant porté par des personnes qui travaillent pour rendre l'information accessible à la population générale. L'activisme de l'information constitue une forme de militantisme qui se pratique dans les milieux des bibliothèques et de l'archivistique.

## Histoire
L'activisme de l'information dans les bibliothèques et parmi les bibliothécaires commence dans les années 1960, lorsque de nombreuses bibliothèques plaide pour les droits à l'information de leurs publics. Leurs projets d'activisme s'étendent au-delà des murs des bibliothèques pour défendre des questions telles que le logement et les droits du travail. Avec l'avènement des nouvelles technologies de l'information et l'explosion de l'information à la fin du XXe siècle, l'activisme de l'information s'élargit pour inclure les personnes qui utilisent l'information au service du plaidoyer. Tactical Technology Collective propose une définition de l'activisme de l'information comme « l'utilisation stratégique et délibérée d'informations dans le cadre d'une campagne » , ce qui fait spécifiquement référence à l'utilisation d'informations accessibles au public dans des projets militants. Les activistes de l'information entreprennent de nombreux projets pour éliminer les obstacles et donner accès au savoir à tous. L'activisme de l'information peut prendre de nombreuses formes différentes et être utilisé dans de nombreux domaines différents, y compris la bibliothéconomie, l'archivistique et les projets militants.
Selon Anthony Molaro, « Un activiste de l'information est un ardent défenseur des connaissances acquises par l'étude, la communication, la recherche ou l'enseignement ».
Les réseaux sociaux ont donné une nouvelle dimension à l’activisme de l’information au cours des dernières décennies. Il semble y avoir un lien entre la fréquence de la participation sur les réseaux sociaux et la prise d’action politique. En interagissant avec l’information de façon très personnalisée, plusieurs choisissent une approche basée sur l’élaboration de projets activistes plutôt que de s’investir dans des actions collectives avec une visée sociétale plus large. Ces derniers rassemblent l’information qu’ils jugent pertinente et la partage sur les réseaux sociaux ou les sites de nouvelles contributifs. L’utilisation des médias pour trouver de l'information et pour suivre les nouvelles est liée à l’accroissement des probabilités de l’implication citoyenne dans une variété de causes politiques, bien que l'impact réel de cet investissement dans les luttes politiques ne soit pas toujours clair. La littérature courante sur le sujet maintient que l’activisme de l’information est devenu une action inévitablement solitaire qui représente l’individualisation de l’action politique actuelle. Certains voient dans l’individualisation de l’activisme de l’information un mouvement dangereux allant à l’encontre de ce qui forme une démocratie moderne saine, soit l’engagement collectif et la création de liens sociétaux profonds. Il est effectivement possible que les comportements activistes générés par l’information obtenue sur les réseaux sociaux ne portent pas de résultats concrets dans la vie politique mais servent plutôt de réconfort pour la conscience morale de l’activiste virtuel.
Par comparaison avec d’autres formes de médias, les réseaux sociaux offrent plus d’opportunités pour véhiculer de l’information concernant les moyens de mobilisation sociale telles les ressources essentielles, les lieux de rassemblement et les façons dont les citoyens peuvent s’impliquer lors d'actions militantes. Il a été démontré que l’activiste de l’information pouvait avoir impact concret sur une communauté en rassemblant et en partageant l’information nécessaire pour organiser des manifestions de protestation, comme ce fut le cas en Turquie en 2013. Les sources d’informations plus traditionnelles qui fonctionnent dans le courant dominant se voient restreintes dans le déploiement d’informations de mobilisation citoyenne par leur devoir de neutralité.

## En bibliothéconomie
Carla Hayden a décrit les bibliothécaires d'aujourd'hui comme des personnes « qui sont des activistes, engagée dans une forme de travail social en bibliothéconomie. Maintenant, nous sommes des combattants pour la liberté, et nous causons des problèmes! Nous ne sommes plus assis tranquillement ».

### Library Juice Press
Library Juice Press est un éditeur spécialisé dans les questions théoriques et pratiques de la bibliothéconomie dans une perspective critique, pour un public de bibliothécaires professionnels et d'étudiants en bibliothéconomie. Cet éditeur a commencé avec un webzine et un blog Library Juice ; il n'est toujours pas affiliés à une institution académique. Certains des sujets qui sont abordés sont : la philosophie des bibliothèques, la politique de l'information, l'activisme des bibliothèques et, en général, tout ce qui peut être placé sous la rubrique « études critiques en bibliothéconomie ».

## En archivistique
Interference Archive est une archive gérée collectivement à Brooklyn, New York, qui ouvre ses portes en décembre 2011. L'Archive « explore la relation entre la production culturelle et les mouvements sociaux ». Il s'agit d'une archive dirigée par des bénévoles dont la mission est d'attirer l'attention et d'honorer l'histoire des mouvements militants, qui sont souvent ignorés par les institutions traditionnelles. Leur collection comprend des livres, des estampes, de la musique, des images animées et des documents éphémères produits par divers mouvements sociaux. Depuis 2011, Interference Archive a élargi sa collection de documents militants, organisé seize expositions publiques, écrit quatre publications, donné plus d'une centaine de conférences et d'ateliers et organisé diverses projections de films.

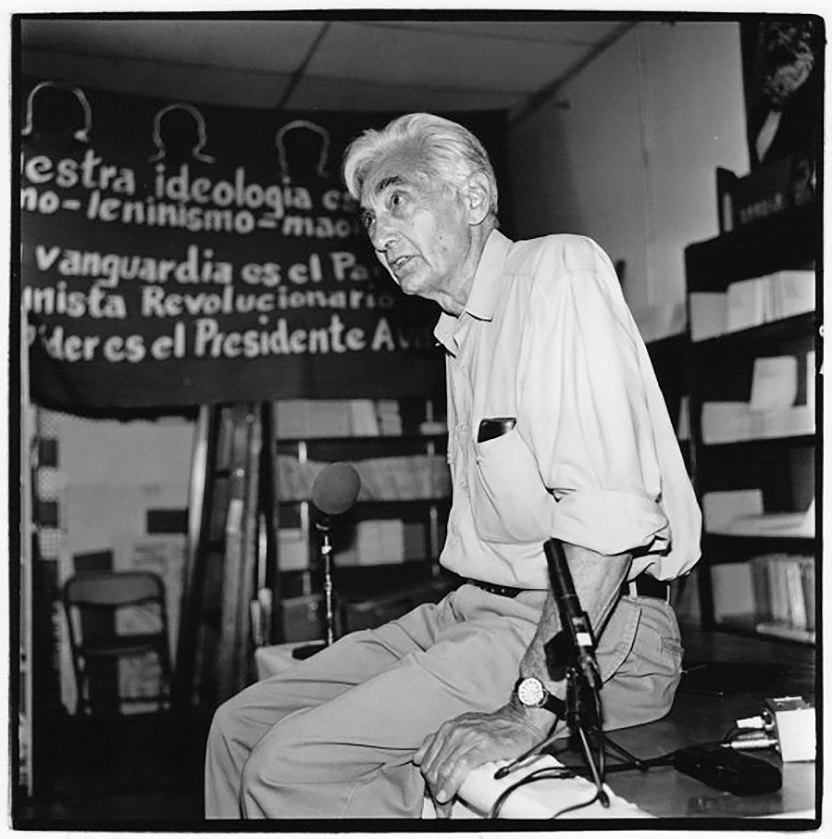
Howard Zinn

Quatre différentes formes d’activisme de l’archivistique peuvent être distinguées, soit les archives communautaires, le travail socialement responsable au sein d’archives financées par le gouvernement ou dans le courant dominant; l’activisme basée sur la recherche; et le travail socialement engagé par des archivistes indépendants,. Pour œuvrer dans un processus d’activisme de l’information, l’archiviste doit avant tout militer pour l’accès public de tous les documents gouvernementaux et qu’ils acquièrent, rassemblent et diffusent des documents portant sur la vie de gens ordinaires. Le 30 septembre 1970, l’historien, dramaturge et militant pour les droits civique Howard Zinn a pris la parole lors de la rencontre annuelle de la Society of American Archivist (SAA). Il a proposé plusieurs idées afin de contrer les effets négatifs de la neutralité imposée au titre professionnel d’archiviste. Le contrôle social que les professionnels de l’information détiennent, s’ils ne remettent pas en question leur dévouement à la neutralité, est lié à leur capacité à maintenir les normes sociétales dominantes en place et ainsi empêcher une transition vers une redistribution des richesses. Zinn a suggéré, entre autres, la décentralisation du pouvoir et des richesses grâce à l'intégration de la vie privée, ou politique, à la vie publique des professionnels de l'information. En vaquant à ses tâches ordinaires, l’archiviste perpétue le status quo politique et économique imposé par le courant dominant puisque sa neutralité est impossible et son rôle implique un pouvoir social important. Aller à l’encontre de la demande de neutralité de son rôle professionnel est, pour l’archiviste, non pas la politisation d’un métier neutre mais plutôt l’humanisation d’un métier intrinsèquement politique.

## Dans des projets militants
Le Tactical Technology Collective est une organisation non gouvernementale qui œuvre pour « faire progresser l'utilisation de l'information et des technologies numériques par les défenseurs et les militants du monde entier » . L'organisation gère un certain nombre de projets d'activisme de l'information, notamment les 10 tactiques pour transformer l'information en action, 10 tactiques revisitées, et le Camp Info Activisme. Leurs deux campagnes sur les 10 tactiques constituent à la fois un film et un projet qui vise à relier les façons dont l'information et les technologies de l'information sont utilisées dans les mouvements sociaux. Les informations sont utilisées, en particulier, pour « surveiller l'État, les entreprises et les puissantes institutions sociales », les tenir responsables et promouvoir l'activisme local et mondial. L'Info Activism Camp existe en tant qu'espace pour rassembler des militants du monde entier afin de développer des techniques d'activisme de l'information.
Le travail de l’activisme de l’information se déroule souvent dans les archives communautaires, où la communauté est auto-déclarée par ses membres qui sont largement chargés des activités de collecte, d’acquisition et de diffusion de collections de données informationnelles. Les archives communautaires indépendantes fonctionnent en marge des institutions gouvernementales et des organisations inscrites dans le courant dominant. Les archives de projets militants partent d’un désir de célébration de leurs histoires et de leurs luttes mais poussent aussi plus loin le discours sur les sujets plus complexes ou difficiles d’approche qui concernent leur communauté. L’activisme des archives indépendantes peut prendre la forme de documentation et de diffusion de discours sous-représentés ou marginalisés mais aussi de militantisme en soutien aux luttes sociales et la démocratie.
En tentant de balancer la redécouverte et la célébration d’une communauté face aux courants dominants, un des défis de l’activiste de l’information archivistique est de savoir naviguer les conflits internes d'une communauté. Même au sein d'une organisation militante, l'exclusion de certaines voix et le manque de représentation peut survenir et le travail du professionnel de l'information demande flexibilité, ouverture et écoute